# 在日外国人情報センター
在日外国人情報センター（ざいにちがいこくじんじょうほうセンター）は、在日外国人に生活情報などを与える東京都のNPO法人である。略称はICFJ（Information Center for Foreigners in Japan）。代表理事は小池昌。

## 活動開始の経緯
在日外国人情報センターは在日外国人が母国語で『読む・見る・聞く』エスニックメディアの連合組織として、東京都と共同運営する「在住外国人向けメディア連絡会」（14言語・44メディアが参加）の事務局として各地自治体や入管等の行政情報を配信するなど、在日外国人のための活動を行っている。
前身である在日外国人情報誌連合会（略称：EMPC）は、緩やかなエスニックメディアの連合体として、1995年1月の阪神・神戸地震の共同取材や同胞の救援活動を期に発足した。
2006年9月にNPO法人在日外国人情報センターとして改名改組。
2007～2009年の3年に渡って、東京都主催の“外国人のための防災訓練”及び“語学防災ボランティアに対する研修”などを実施・運営する。
また、2006年に行った「在住外国人の住宅問題を考えるシンポジウム」の結果を受け、2009年に在日中国人メディアと共同で、賃貸住宅の家賃保証を行う一般社団法人外国人生活サポート機構を設立、2010年より事業を開始していた。
2015年5月26日に解散。

## 活動分野
- 在日外国人向けメディアへの行政情報などを中心とする情報提供事業
- 在日外国人の生活における保健、医療、教育といった問題に対する相談事業
- 在日外国人における住宅問題や労働問題等に関する生活支援事業
- 在日外国人に対する日本の生活習慣などの情報提供ならびに日本人に対する国際交流意識に係る社会教育事業
- 語学教室、文化教室、各種セミナー、国際交流イベントなどの教育・文化振興事業
- 在日外国人の生活状況および在日外国人に対する日本での生活情報の提供を推進するための調査出版事業を主とする文化推進事業
- 在日外国人の生活支援の一環としての法律相談などの人権擁護事業
- 在日外国人への情報提供などを目的とするポータルサイトの開設・運営を中心とした情報化事業
- その他、目的を達するために必要な事業

## 主たる活動分野
1. 在日外国人向けメディアへの行政情報などを中心とする情報提供事業
2. 在日外国人の生活における保健、医療、教育といった問題に対する相談事業
3. 在日外国人における住宅問題や労働問題等に関する生活支援事業
4. 在日外国人に対する日本の生活習慣などの情報提供ならびに日本人に対する国際交流意識に係る社会教育事業
5. 語学教室、文化教室、各種セミナー、国際交流イベントなどの教育・文化振興事業
6. 在日外国人の生活状況および在日外国人に対する日本での生活情報の提供を推進するための調査出版事業を主とする文化推進事業
7. 在日外国人の生活支援の一環としての法律相談などの人権擁護事業
8. 在日外国人への情報提供などを目的とするポータルサイトの開設・運営を中心とした情報化事業
9. その他、目的を達するために必要な事業